# بمباران هلسینکی در جنگ جهانی دوم
هلسینکی، پایتخت فنلاند، در طول جنگ جهانی دوم بارها بمباران شد. بین سال‌های ۱۹۳۹ و ۱۹۴۴، فنلاند در معرض بمباران‌های زیادی توسط اتحاد جماهیر شوروی قرار گرفت. بزرگ‌ترین آنها سه حمله در فوریه ۱۹۴۴ بود که به آنها حملات بزرگ علیه هلسینکی گفته می‌شود.

## پدافند هوایی هلسینکی

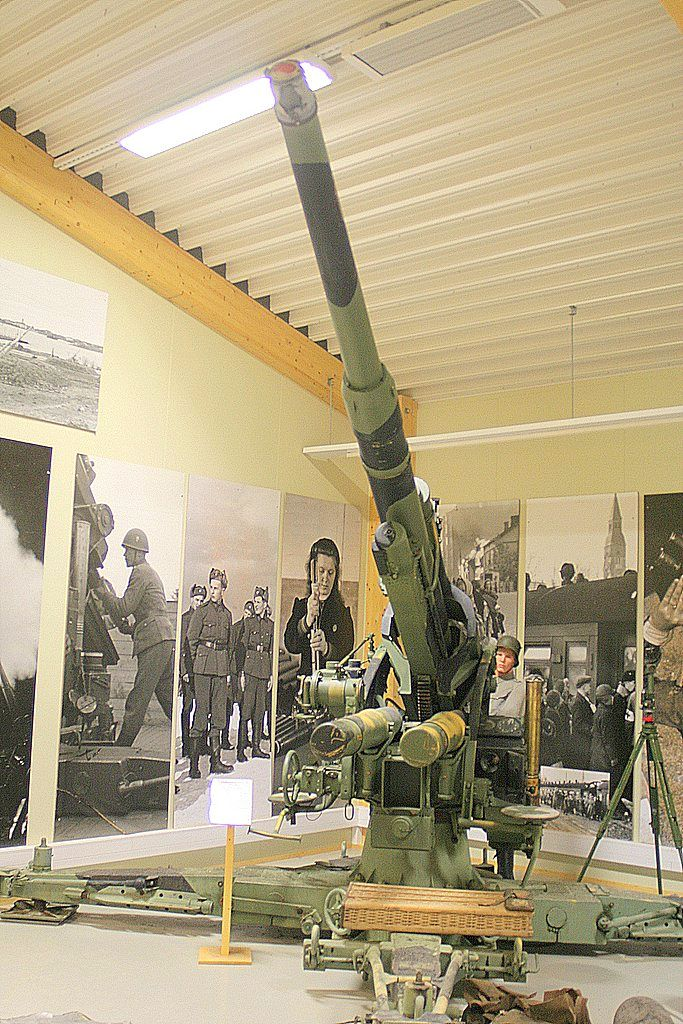
یک ضدهوایی فلاک ۸۸ در موزه ضدهوایی فنلاند.

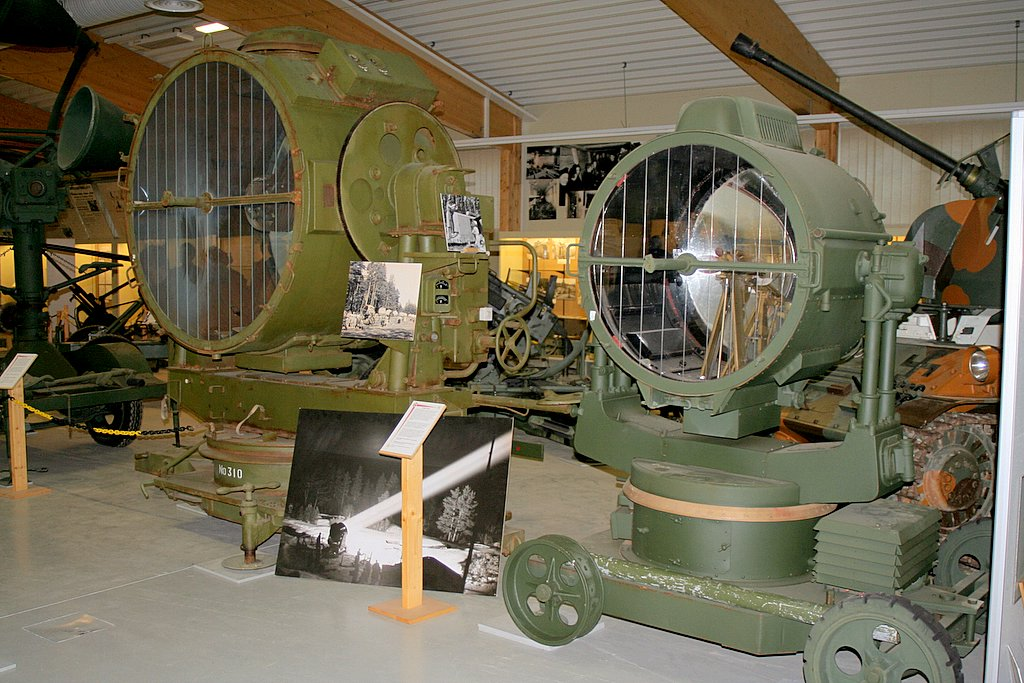
چراغ‌های جستجو در موزه ضدهوایی فنلاند.

در پاییز سال ۱۹۳۹، هلسینکی توسط هنگ یکم ضدهوایی محافظت گردید. پدافند هوایی هلسینکی از بهار ۱۹۴۳ به بعد تحت رهبری سرهنگ پکا یوکیپالتیو به‌طور قابل توجهی تقویت شد. در طول جنگ پس‌آیند، آلمان نازی دو رادار هشدار اولیه و چهار رادار اسلحه‌گذاری را به هلسینکی ارائه کرد، همچنین ۱۸ توپ ضدهوایی فلاک ۸۸ آلمانی نیز در هلسینکی قرار گرفت و نورافکن‌های ضدهوایی در لاوتتاساری، کپو له و در سانتاهامینا قرار گرفتند. تا فوریه ۱۹۴۴ پدافند هوایی هلسینکی دارای ۷۷ فلاک ۸۸، ۴۱ توپ، ۳۶ چراغ جستجو، ۱۳ موقعیت‌یابی صوتی و ۶ رادار به اضافه ردیاب‌های بصری و واحدهای ضدهوایی نیروی دریایی فنلاند بود. آلمان همچنین از هلسینکی دربرخی از حملات جنگنده‌های شبانه هوایی شوروی پشتیبانی کرد.
سیستم فرماندهی پدافند هوایی مبتنی بر سیستم آلمانی و کاملاً مؤثر بود - پرسنل کلیدی در آلمان آموزش دیده بودند. کمبود نیروی انسانی باعث شد که پدافند هوایی نیز از پسران داوطلب ۱۶ ساله موسوم به (گارد سفید) برای جابجایی اسلحه‌ها و دختران جوان سازمان شمشیر لوتا برای استفاده ازچراغ‌های جستجو استفاده کند.
آلمانی‌ها همچنین یک یگان جنگنده شبانه متشکل از ۱۲ هواپیما در هلسینکی در خلیج فنلاند بین تالین و هلسینکی مستقر کرده بودند.

## هوانوردی دوربرد شوروی

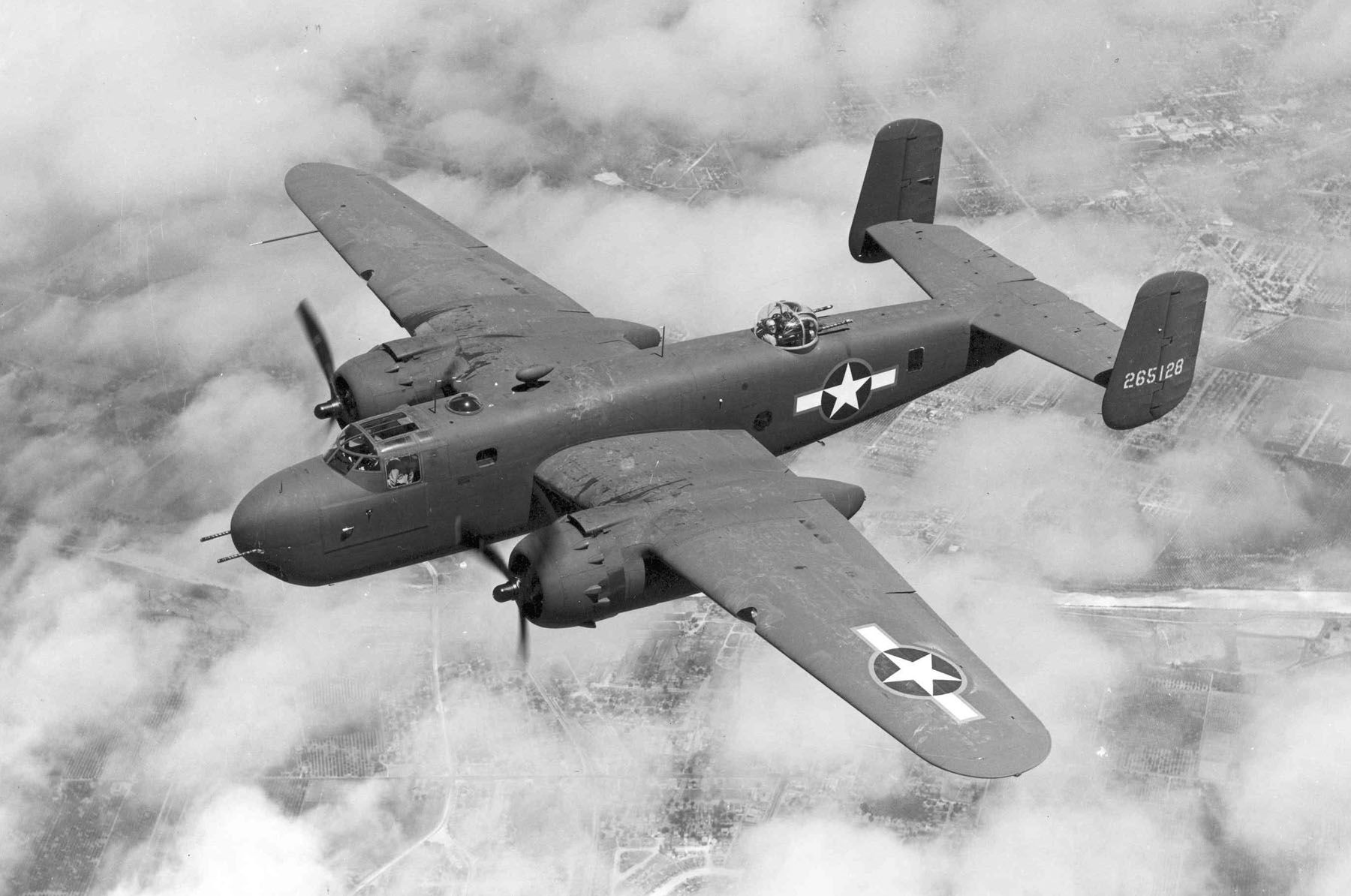
یک نورث امریکن بی-۲۵ میتچل آمریکایی، یکی از اصلی‌ترین بمب افکن‌هایی که توسط نیروی هوایی شوروری بر اساس لایحه وام و اجاره برای بمباران هلسینکی استفاده شد

بمباران فنلاند عموماً توسط گروه بمباران و شناسایی دوربرد نیروی هوایی شوروی با استفاده ازهوانوردی دوربرد انجام شد. این گروه مستقیماً تابع استاوکا بود. در طی بمباران فوریه ۱۹۴۴، این گروه با فرماندهی مارشال الکساندر گولوانوف تقویت شد.
ناوگان بمب افکن شوروی بسیار متنوع بود. بیشتر هواپیماها، دو موتوره و شامل ایلیوشین دی‌بی-۳ ،نورث امریکن بی-۲۵ میتچل و داگلاس ای-۲۰ هاوک بودند. این دو هواپیما طی لایحه وام و اجاره از ایالات متحده به اتحاد جماهیر شوروی تحویل داده شده بودند.

## دفاع غیرنظامی
قبل از جنگ، هلسینکی یک سیستم حفاظت شهری کاملاً گسترده داشت. در سال ۱۹۳۴، پناهگاه حمله هوایی در تمام زیرزمین‌های ساختمان‌های بلند ساخته شد. اینها صرفاً اتاقهای زیرزمینی با دیوارهای تقویت شده برای مقاومت در برابرانفجار بمب‌های مجاور بودند.

## جنگ زمستان

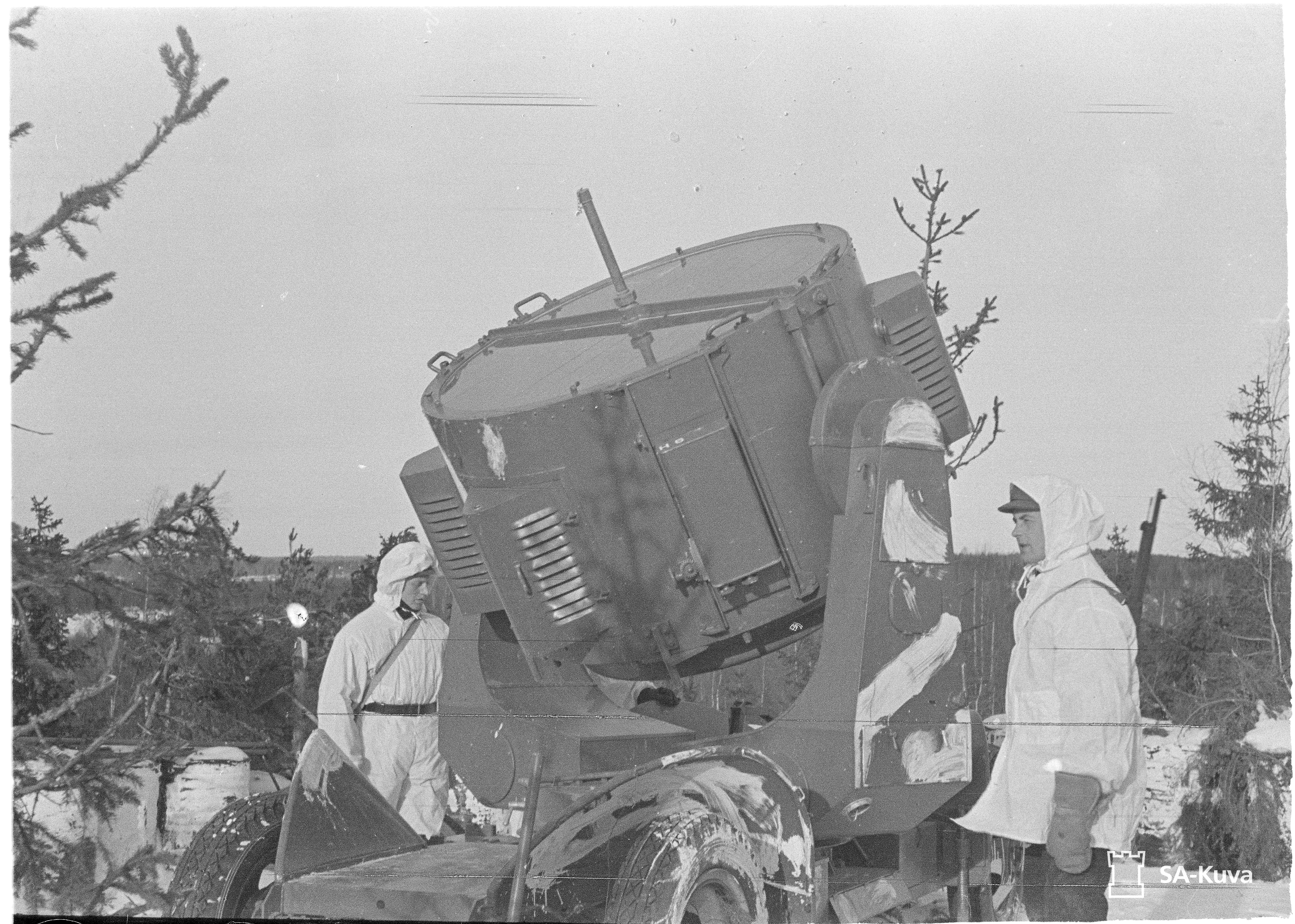
نورافکن ضدهوایی دراسپو فوریه ۱۹۴۰.

در ۳۰ نوامبر ۱۹۳۹، سه ساعت پس از عبور نیروهای شوروی از مرز و آغاز جنگ زمستان، هواپیماهای شوروی هلسینکی را بمباران کردند. شدیدترین بمباران‌ها در چند روز اول روی داد.
هلسینکی در مجموع هشت بار در طول جنگ زمستان بمباران شد. حدود ۳۵۰ بمب بر روی شهر افتاد که منجر به کشته شدن ۹۷ نفر و زخمی شدن ۲۶۰ نفر شد. در مجموع ۵۵ ساختمان ویران شهر نیز ویران گشت.
بمباران شوروی به واکنش‌های تند خارج از کشور منجر شد. رئیس‌جمهور آمریکا روزولت از شوروی خواست شهرهای فنلاند را بمباران نکنند. مولوتوف به روزولت پاسخ داد: «هواپیماهای شوروی شهرها را بمباران نمی‌کنند، بلکه فرودگاه‌ها را بمباران می‌کنند، شما نمی‌توانید آن را از ۸۰۰۰ کیلومتر دورتر در آمریکا ببینید».

## جنگ پس‌آیند
هلسینکی در طول جنگ جنگ پس‌آیند ۳۹ بار بمباران شد. ۲۴۵ نفر کشته و ۶۴۶ نفر زخمی شدند که بیشتر در سه حمله بزرگ در سال ۱۹۴۴ بود.
|            | حملات | بمب‌ها    | مرده | مجروح |
| ---------- | ----- | -------- | ---- | ----- |
| جنگ زمستان | ۸     | حدود ۳۵۰ | ۹۷   | ۲۶۰   |
| ۱۹۴۱       | ۹     | حدود ۸۰  | ۳۳   | ۲۱۰   |
| ۱۹۴۲       | ۱۷    | حدود ۷۰  | ۶۸   | ۱۶۷   |
| ۱۹۴۳       | ۱۳    | حدود ۱۱۰ | ۳    | ۲۱    |

### بمباران ۸ نوامبر ۱۹۴۲
در روز ۸ نوامبر ۱۹۴۲، یک بمب‌افکن شیرجه‌ای از نوع پتلیاکوف پی ای-۲ یک بمب را در تقاطع بین خیابان‌های اورینکاتو وروبرتینکاتو در نزدیکی یک سالن سینما (جایی که فیلم سه تفنگدار در آن زمان در حال پخش بود) پرتاب کرد. و درمجموع ۵۱ کشته و ۱۲۰ مجروح حاصل انفجار این بمب بود. قربانیان عمدتاً کودکان و جوانان بودند.

### حملات بزرگ فوریه ۱۹۴۴
در فوریه ۱۹۴۴، اتحاد جماهیر شوروی سه بمباران گسترده را علیه هلسینکی انجام داد. هدف شکستن روحیه جنگندگی فنلاند و وادار کردن فنلاندی‌ها به آمدن به سر میز صلح بود. این حملات در شب‌های ۶–۷، ۱۶–۱۷ و ۲۶–۲۷ فوریه انجام شد. جوزف استالین در کنفرانس تهران در سال ۱۹۴۳ حمایت بریتانیا و آمریکا را برای این اقدام به دست آورده بود. به این ترتیب، شوروی امیدوار بود که فنلاند را مجبور کند که روابط خود را با آلمان قطع کرده و با یک راه حل صلح موافقت کند.
نیروهای دفاع هوایی فنلاند در سه حمله فوریه ۱۹۴۴، ۲۱۲۱ بمب افکن را شمارش کردند که بیش از ۱۶۰۰۰ بمب پرتاب کردند. از ۳۴۲۰۰ توپ ضدهوایی شلیک شده به سوی بمب افکن‌ها، ۲۱۲۰۰ گلوله با توپخانه سنگین و ۱۲۹۰۰ گلوله با توپخانه سبک فلاک ۸۸ بوده‌است. فنلاندی‌ها رهیاب‌های شوروی را با روشن کردن آتش در جزایر خارج از شهر و استفاده از نورافکن فقط در شرق شهر فریب دادند و بدین وسیله رهیاب‌ها را به این باور رساندند که این شهر است. در نتیجه فقط ۵۳۰ بمب در داخل شهر افتاد. البته بیشتر جمعیت هلسینکی شهر را ترک کرده بودند و تلفات کمتر از سایر شهرهای بمباران شده در طول جنگ بود.
از ۲۲ تا ۲۵ بمب افکن شوروی که در این حملات نابود شدند، ۱۸ تا ۲۱ بمب افکن با آتش فلاک ۸۸ از بین رفتند و چهار فروند توسط جنگنده‌های شبانه آلمانی سرنگون شدند.

#### حمله بزرگ: ۶–۷ فوریه

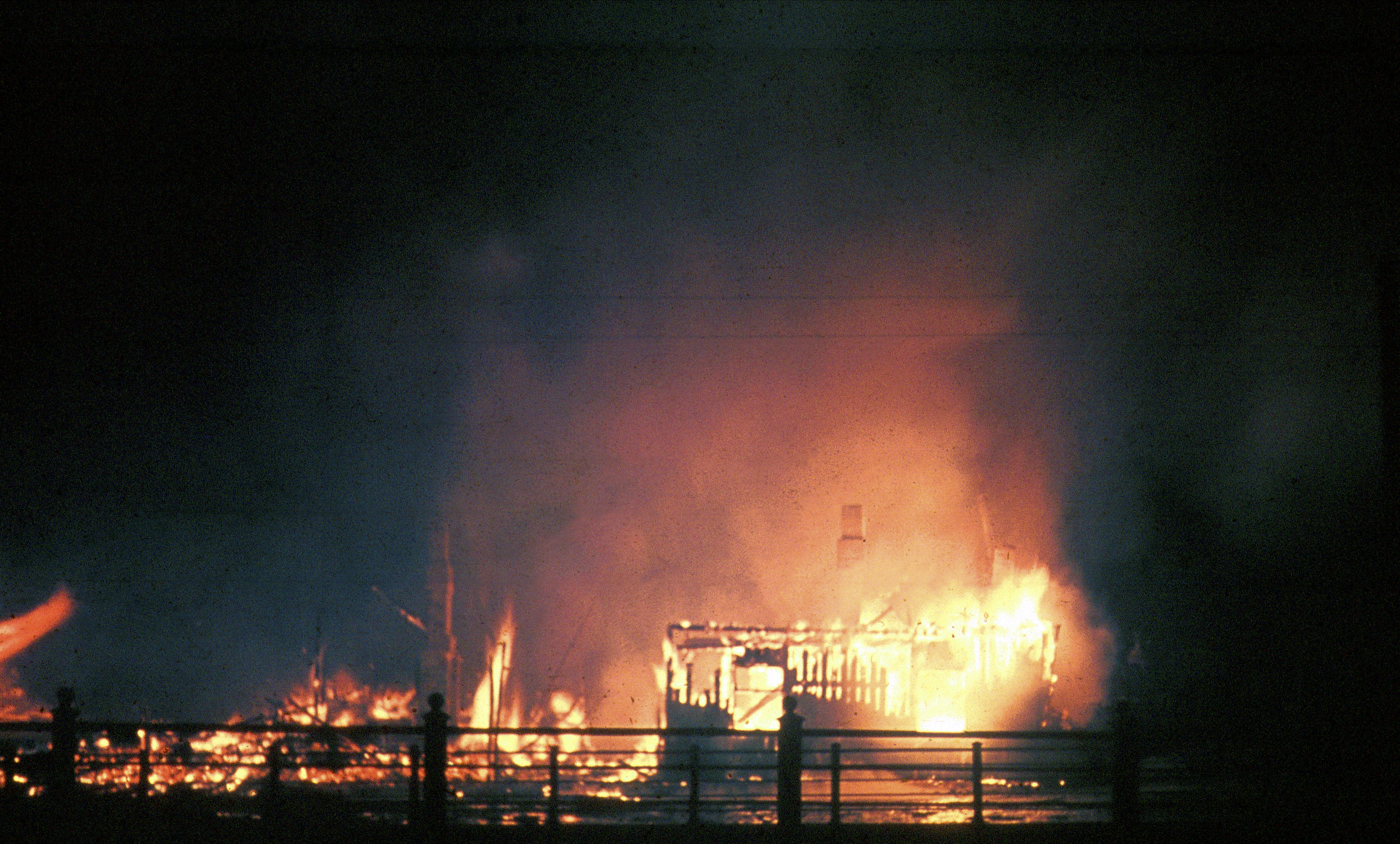
بمباران هلسینکی، شب ۶–۷ فوریه ۱۹۴۴.

اولین بمب‌ها در ساعت ۱۹:۲۳ بر روی شهرسقوط کردند. حدود ۳۵۰ بمب در داخل شهر و تقریباً ۲۵۰۰ بمب در خارج از هلسینکی سقوط کرد. تعداد کل بمب‌های پرتاب شده (شامل بمب‌هایی که در دریا افتاده‌اند) حدود ۶۹۹۰ بمب بود. تقریباً ۷۳۰ هواپیمای بمب افکن در این حمله شرکت داشتند. بمب افکن‌ها در دو موج وارد شدند: ۱۸:۵۱–۲۱:۴۰ در ۶ فوریه و ۰۰:۵۷–۰۴:۵۷ در ۷ فوریه. بیشتر آسیب‌ها در ناحیه اسکاتوددن وارد شد و خیابان‌های پورتانین‌کاتو، کاسارمیکاتو، کایسانیمی‌گاتتان و برگاتان نیز آسیب قابل توجهی از بمب را متحمل شدند چنان‌که دانشگاه فنی ویران شد.

اگرچه این عملیات گسترده‌ترین حمله بود، اما خسارات وارده دوباره بسیار محدود بود: ۲۱ نفر کشته و ۳۵ نفر زخمی شدند. ۵۹ ساختمان ویران شد و ۱۳۵ ساختمان آسیب دید. 

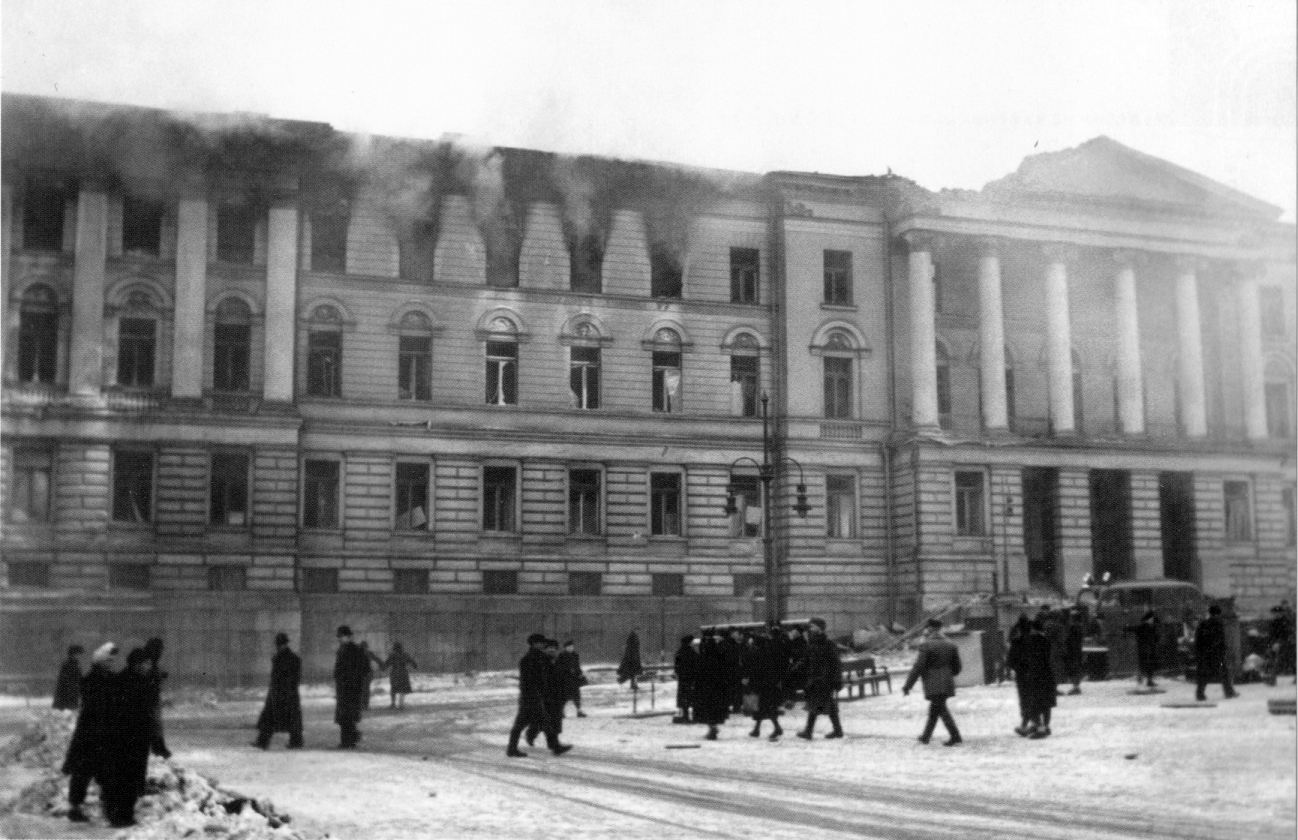
ساختمان اصلی دانشگاه هلسینکی پس از بمباران.

#### خسارت حملات هوایی
هلسینکی و بسیاری از شهرهای اروپایی دیگر در طول جنگ جهانی دوم حملات هوایی را تحمل کردند، پایتخت فنلاند به دلیل کارآمدی اقدامات ضدهوایی و فریبکاری خود در استفاده از جزایر اطراف هلسینکی، بهتر از بسیاری از شهرهای دیگر عمل کرد. تنها ۵ درصد از بمب‌ها در داخل شهر افتادند و خسارت کمی به بار آوردند. حدود ۲۰۰۰ بمب افکن در سه حمله بزرگ به شهر شرکت کردند و حدود ۲۶۰۰ تن بمب از آسمان هلسینکی به روی شهر رها شد. از ۱۴۶ نفری که جان باختند، شش نفر سرباز بودند. ۳۵۶ نفر مجروح شدند. ۱۰۹ ساختمان ویران شد. ۳۰۰ نفر بر اثر اصابت ترکش آسیب دیدند و ۱۱۱ مورد آتش گرفتند. نیروی هوایی شوروی ۲۵ هواپیما را از دست داد.
پس از جنگ، کمیسیون کنترل متفقین به رهبری ژنرال شوروی آندری ژدانوف به هلسینکی آمد. ژدانوف از آسیب محدودی که شهر متحمل شده بود گیج شده بود. رهبری شوروی فکر می‌کرد که شهر را به‌طور کامل ویران کرده‌است و بمباران‌ها فنلاندی‌ها را مجبور کرده به پای میز صلح بیایند.